# Pierre Monteux
Pour les articles homonymes, voir Monteux.
Pierre Benjamin Monteux, né le 4 avril 1875 à Paris 9e et mort le 1er juillet 1964 à Hancock (Maine, États-Unis), est un musicien français, naturalisé américain en 1942. Parallèlement à sa brillante carrière de chef d'orchestre, il a eu une importante activité pédagogique, tant en France qu'aux États-Unis.

## Biographie
Né dans une famille juive originaire du Comtat venaissin, Pierre Monteux étudie le violon dès l'âge de six ans. Trois ans plus tard, il entre au Conservatoire de Paris, dans les classes de musique de chambre et d'alto de Benjamin Godard et d'harmonie de Lavignac. En 1896, il obtient le premier prix de violon, la même année que Jacques Thibaud. De quatorze à dix-sept ans, poussé par son frère aîné, il travaille comme deuxième violon aux Folies Bergère.
À dix-sept ans, il rejoint le Quatuor Geloso, où il tient la partie d'alto, et voyage ainsi dans la France entière, mais aussi en Belgique, en Suisse, en Italie, en Allemagne et en Autriche, où l'ensemble a l'occasion de se produire en présence de Johannes Brahms, qui félicite les jeunes interprètes français. À la même époque, il fréquente également Pablo Casals, Georges Enesco et Alfred Cortot, avec lequel il effectue une tournée de concerts et noue une solide amitié.
Tout en restant au sein du quatuor Geloso jusqu'en 1911, il occupe de 1893 à 1912 les fonctions de premier alto des Concerts Colonne, l'orchestre parisien le plus réputé de l'époque. C'est avec Édouard Colonne que Monteux apprend, à son poste d'altiste, l'essentiel de sa technique de direction. Il participe à la création de divers ouvrages, dont celle, à l'Opéra-Comique, de Pelléas et Mélisande de Claude Debussy (il est l'assistant d'André Messager).
Après une courte période militaire, il est engagé au Théâtre de l'Odéon, où il dirige des œuvres de Bizet, Pierné et Bruneau.
À partir de 1902, chaque été, il est également violoniste dans l'orchestre du Casino de Dieppe, où, pour la saison 1904, on lui propose de diriger de grandes œuvres du répertoire lyrique, de la musique de ballet et des partitions symphoniques qui constitueront les bases de son large répertoire. En 1906, il y obtient un premier poste de chef titulaire.

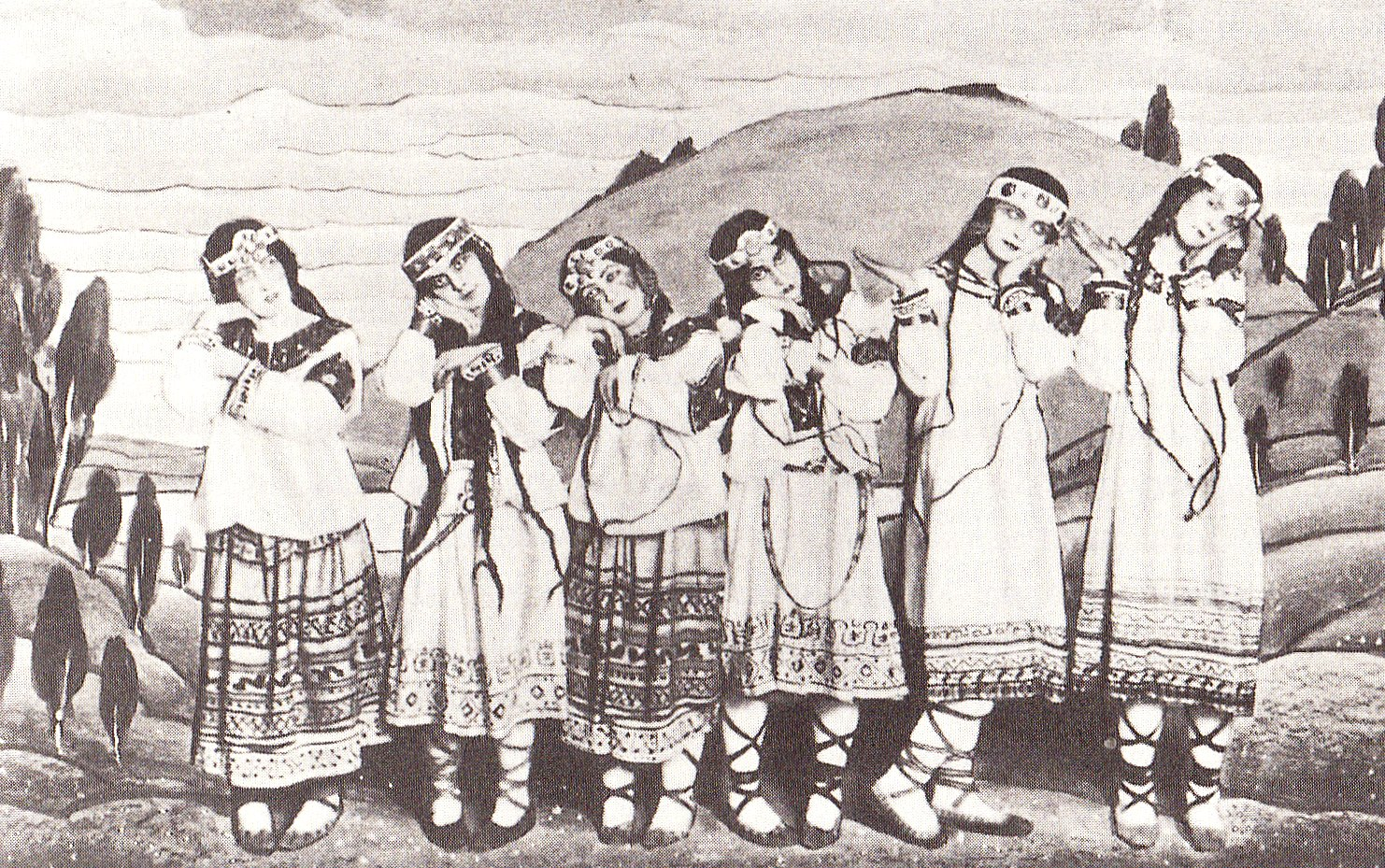
Les danseurs du Sacre du printemps en costumes.

En 1911, il est engagé par Serge Diaghilev à la tête de l'orchestre des Ballets russes, en remplacement de Gabriel Pierné, et donne la première de Petrouchka d'Igor Stravinsky (13 juin 1911). Puis, sous sa baguette, se succèdent les chefs-d'œuvre : Daphnis et Chloé de Ravel (8 juin 1912), Jeux de Debussy (15 mai 1913), Le Sacre du printemps de Stravinsky (29 mai 1913). Tout au long de sa carrière, Monteux sera particulièrement apprécié pour la qualité de ses interprétations des musiques française et russe.
Durant la saison 1913-1914, il crée à l'Opéra de Paris Le Rossignol de Stravinsky et dirige la première européenne du Coq d'or de Rimski-Korsakov. En 1914, il est mobilisé et participe à la première bataille de la Marne. En 1916, les Ballets russes doivent partir en tournée aux États-Unis. Après d'âpres discussions avec les autorités militaires, et grâce à l'intervention de Cortot, un sursis permet à Monteux d'accompagner la troupe de ballet aux États-Unis, où il séjournera jusqu'en 1924.
Invité pour deux saisons au Metropolitan Opera de New York, il y dirige plusieurs œuvres du répertoire français, ainsi que la première américaine du Coq d'or. À partir de 1919, il réorganise l'Orchestre symphonique de Boston, qui se trouvait privé de ses musiciens allemands, rentrés en Europe au début de la Première Guerre mondiale, et sujet à des conflits syndicaux, ce qui lui vaut une réputation de « bâtisseur d'orchestre ». Ces deux périodes contribueront fortement à l'immense prestige du maestro aux États-Unis.

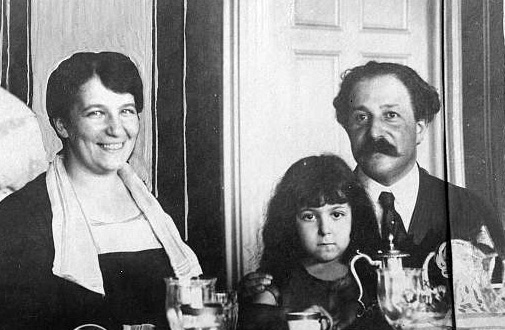
Germaine, Denise et Pierre Monteux, vers 1919.

En 1924, de retour en France, il dirige à nouveau l'orchestre des Ballets Russes, puis accepte la codirection de l'Orchestre du Concertgebouw d'Amsterdam à l'invitation de Willem Mengelberg. En 1929, on lui confie la direction de l'Orchestre symphonique de Paris, fondé l'année précédente ; il en sera le chef permanent jusqu'en 1938. Dès la première année, il crée le Concert champêtre pour clavecin et orchestre de Poulenc, avec Wanda Landowska en soliste (3 mai 1929), ainsi que la Troisième symphonie de Prokofiev (17 mai 1929). Il est alors l'un des premiers résidents de la cité Montmartre-aux-artistes, d'où il délivre son enseignement à des élèves comme Charles Bruck et Marcel Landowski.

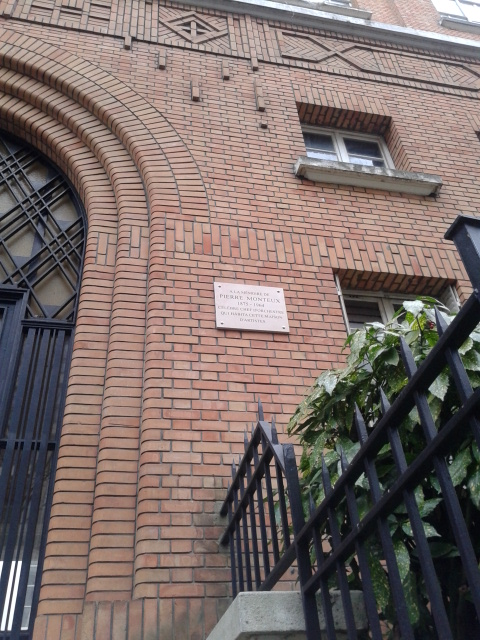
Plaque en hommage à Pierre Monteux sur la façade de la cité Montmartre-aux-artistes.

En 1934, Monteux, de retour aux États-Unis pour une série de concerts à Los Angeles, se voit proposer, à la suggestion d'Otto Klemperer, la direction de l'Orchestre symphonique de San Francisco, poste qu'il occupera de 1934 à 1952. En 1937, à New York, la NBC lui demande de préparer les premiers concerts de l'orchestre symphonique qu'elle vient de constituer à l'intention d'Arturo Toscanini.
En 1942, il adopte la citoyenneté américaine. En 1943, il fonde une école de direction d'orchestre à Hancock, dans le Maine, où il s'est installé avec sa troisième épouse, la cantatrice Doris Hodgkins. Lorin Maazel, Neville Marriner et David Zinman ont, parmi d'autres, fréquenté cette école. Au début des années 1950, il eut aussi pour élève à San Francisco le jeune André Previn, qui y faisait alors son service militaire.
Pour son quatre-vingtième anniversaire, Igor Stravinsky lui dédie son Greetings prelude.
En 1961, à quatre-vingt-six ans, il accepte la direction du prestigieux Orchestre symphonique de Londres.
Il meurt le 1er juillet 1964 à Hancock, entouré des membres de sa famille. Sa veuve est décédée en 1984.
Il est le père du flûtiste et chef d'orchestre Claude Monteux.
À la différence de ses contemporains Furtwängler et Toscanini, il laisse de nombreux enregistrements stéréophoniques d'une excellente qualité technique qui ont été réalisés par RCA Victor, Decca, Philips et, pour finir, la Guilde internationale du disque (Concert Hall).
Pierre Monteux fait partie des très rares artistes d'origine française à avoir été honorés d'une étoile au Hollywood Walk of Fame de Los Angeles.